# Claterna exagens
Claterna exagens är en fjärilsart som beskrevs av Walker 1858. Claterna exagens ingår i släktet Claterna och familjen nattflyn. Inga underarter finns listade i Catalogue of Life.